# Święty Dyzma

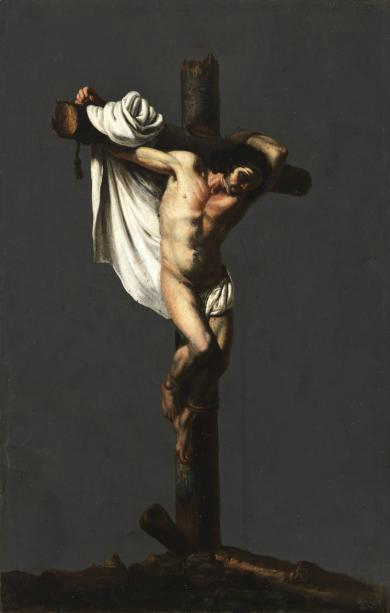
Dobry Łotr na obrazie Michała Anioła Cerquozziego

Dyzma, określany mianem „Dobry Łotr”, praw. Rach (zm. 30) – przestępca ukrzyżowany wraz z Chrystusem, święty chrześcijański.

## Życiorys
Postać Dyzmy opisana jest w Biblii. „Dobry Łotr” był tym człowiekiem i złoczyńcą, o którym pisze Łukasz Ewangelista w swojej Ewangelii. Ukrzyżowany obok Chrystusa (wg tradycji po prawej stronie Jezusa) żałował za grzechy i prosił Jezusa Chrystusa, aby wspomniał o nim „gdy przyjdzie do swego Królestwa”. Chrystus zapewnił skruszonego przestępcę:

Zaprawdę, powiadam ci: Dziś ze Mną będziesz w raju.

Imię Dyzma pojawia się w apokryficznej „Ewangelii według Nikodema”, inaczej Akta Piłata (IV wiek), a później w „Protoewangelii Jakuba” (V wiek). W „Ewangelii Dzieciństwa Arabskiej” (VI wiek) określany jest imieniem „Titus”.
Złoczyńca, który nawrócił się i zmarł skruszony, za sprawą odpuszczenia mu grzechów przez Chrystusa, stał się symbolem Miłosierdzia Bożego.
Kult „Dobrego Łotra” rozwijał się od początków chrześcijaństwa, a nabrał znaczenia w IV wieku, kiedy to pojawiła się pogłoska o znalezieniu jego krzyża. Relikwiom tego krzyża oddawano cześć m.in. w Bolonii.
Wspomnienie liturgiczne w Kościele katolickim obchodzone jest 26 marca, będące jednocześnie w polskim Kościele katolickim Dniem Modlitw za Więźniów (ustanowionym na Konferencji Episkopatu Polski w 2009).
Święty Dyzma jest patronem więźniów, skazańców, kapelanów więziennych, umierających, pokutujących i nawróconych grzeszników oraz skruszonych złodziei. Stanowi wzór doskonałego żalu za grzechy. 
Święty jest również patronem Archidiecezji przemyskiej i Apulii.
W ikonografii przedstawiany jest rozmaicie, często jako młodzieniec, również w wieku dojrzałym, a nieraz też jako starzec. Jego strojem jest opaska na biodrach lub krótka tunika.
Święty występuje głównie w scenach zbiorowych: na krzyżu obok Chrystusa, w wyobrażeniach wstąpienia Chrystusa do otchłani, w przedstawieniach Sądu Ostatecznego, w przedstawieniach Chrystusa z grzesznikami, w wyobrażeniach raju. Przedstawienia indywidualne Dobrego Łotra spotyka się przede wszystkim w sakralnej sztuce Kościołów wschodnich. W XVII wieku w Rosji powstał typ ikony tzw. marszowej. Przedstawiały one „Dobrego Łotra” jako mężczyznę w czerwonej opończy przerzuconej przez ramię, z krzyżem w jednym ręku, a z mieczem lub nożem w drugim. Ikony te przeznaczone były dla band rozbójników.
Atrybutami świętego Dyzmy są krzyż, łańcuch, maczuga, miecz lub nóż.